# Lepidophyma chicoasensis
Lepidophyma chicoasensis är en ödleart som beskrevs av Álvarez och Valentín 1988. Lepidophyma chicoasensis ingår i släktet Lepidophyma och familjen nattödlor. IUCN kategoriserar arten globalt som otillräckligt studerad. Inga underarter finns listade i Catalogue of Life.
Arten förekommer i kulliga områden vid 600 meter över havet i delstaten Chiapas i Mexiko. Den lever mellan klippor i fuktiga lövfällande skogar.